# Tuntum
Tuntum is een gemeente in de Braziliaanse deelstaat Maranhão. De gemeente telt 39.380 inwoners (schatting 2009).